# Die statistische Wahrscheinlichkeit von Liebe auf den ersten Blick
Die statistische Wahrscheinlichkeit von Liebe auf den ersten Blick (Originaltitel: Love at First Sight) ist ein Liebesfilm von der englischen Regisseurin Vanessa Caswill. Der Film basiert auf dem von der US-amerikanischen Autorin Jennifer E. Smith verfassten Roman The Statistical Probability of Love at First Sight.
Der Film wurde am 15. September 2023 auf Netflix veröffentlicht.

## Handlung
Auf ihrem Flug von New York nach London verlieben sich Hadley und Oliver ineinander. Die Wahrscheinlichkeit, einander jemals wiederzufinden, scheint unmöglich, aber die Liebe – und London – finden möglicherweise einen Weg, allen Widrigkeiten zu trotzen.

## Produktion
Die Dreharbeiten begannen im Januar 2021 und fanden in London und New York statt.